# Waterloo (film 1970)
Waterloo è un film del 1970, diretto da Sergej Fëdorovič Bondarčuk.
La pellicola è ambientata durante il periodo dei cento giorni che, dopo il rientro in Francia di Napoleone, seguito alla sua abdicazione ed al suo breve esilio all'Isola d'Elba, ebbe termine con la sua sconfitta nella battaglia di Waterloo. Il film, nel ricostruire fedelmente gli ambienti e le tecniche militari del tempo, presenta alcuni aspetti che meritano attenzione, come ad esempio il ritratto dei personaggi, in particolare di Napoleone e di Wellington, la raffigurazione dei due modelli di esercito che si affrontano sul campo di battaglia, le tecniche militari, il modo con il quale i generali osservano le manovre e decidono le strategie, e le grandiose scene della battaglia.

## Trama
Aprile 1814, Castello di Fontainebleau: Napoleone Bonaparte, imperatore dei Francesi, è stato sconfitto ed è costretto ad abdicare dai suoi marescialli. Mentre l'imperatore saluta commosso la Vecchia Guardia, i veterani del suo esercito, viene trasportato in viaggio fino all'Isola d'Elba, dove sconterà il suo esilio.
26 Febbraio 1815: Dopo soli dieci mesi di esilio, Napoleone, insieme ad un manipolo di fedelissimi, fugge dall'Elba e sbarca sulle coste francesi. Il Re, Luigi XVIII, ne ordina l'arresto e invia l'esercito a catturarlo. Quando però Napoleone si trova faccia a faccia con i vecchi compagni d'arme, questi, invece di arrestarlo, si uniscono a lui. Napoleone viene acclamato come un eroe e rientra trionfalmente a Parigi, dando inizio al periodo dei "Cento Giorni". Il Re Luigi XVIII, in tutta fretta, fugge, e le potenze Europee dichiarano nuovamente guerra alla Francia.
15 Giugno 1815, Bruxelles: Durante il ballo della duchessa di Richmond il Duca di Wellington, comandante delle truppe inglesi, viene avvisato che Napoleone ha invaso il Belgio, insinuandosi tra le sue truppe e quelle prussiane. Consultatosi con i suoi generali, il Duca di Wellington decide di fermare l'avanzata di Napoleone a Waterloo.
A Quatre-Bras, il maresciallo Michel Ney combatte contro gli inglesi fino ad una situazione di stallo, mentre Napoleone sconfigge i prussiani a Ligny. Ney decide di ricongiungersi con Napoleone per consegnarli il suo rapporto, ma nel farlo permette a Wellington di ritirare le sue truppe ancora intatte. Napoleone, per il giorno seguente, ordina al generale Emmanuel de Grouchy di condurre 30.000 uomini contro i prussiani per impedire loro di ricongiungersi agli inglesi, mentre Napoleone comanderà le sue truppe rimanenti contro Wellington.
18 giugno 1815, Waterloo: La battaglia inizia con il fuoco dei cannoni francesi sulle postazioni inglesi. Napoleone lancia attacchi provocatori contro i fianchi di Wellington a Hougoumont e alla Haye Sainte, anche se Wellington si rifiuta di deviare la sua forza principale. Il generale Thomas Picton è inviato a colmare una lacuna nell'attacco quando una brigata olandese viene sconfitta, ma nonostante abbia successo viene ucciso. Il generale William Ponsonby conduce una carica di cavalleria contro i cannoni francesi, ma si isola dalla forza principale e viene abbattuto dai lancieri francesi.
Sulla parte est dello schieramento emergono delle truppe, ma nessuno dei due fronti riesce a comprendere chi siano: erroneamente, il Duca di Wellington crede che siano le truppe di de Grouchy, mentre Napoleone crede che siano del generale Leberecht von Blücher, comandante delle forze prussiane. Napoleone si ritira momentaneamente dalla battaglia a causa di un malore di stomaco, lasciando il maresciallo Ney al comando. Fingendo una ritirata, il Duca di Wellington ordina alle sue truppe di ritirarsi di cento passi. Il maresciallo Ney interpreta erroneamente questo movimento da parte delle truppe inglesi, e si lancia all'attacco, convinto di guidare l'attacco decisivo della battaglia.
Il maresciallo Ney guida la carica di cavalleria, ma viene respinto brillantemente dalla fanteria inglese, la quale si è rifugiata all'interno di quadrati. Nonostante le forti perdite, la battaglia è ancora a favore di Napoleone. La Haye Sainte cade in mano ai francesi, e Napoleone decide di inviare la Vecchia Guardia per sferrare il colpo decisivo.
Durante la loro avanzata, i granatieri del generale Peregrine Maitland, che erano nascosti nell'erba alta, lanciano un contrattacco a bruciapelo contro la Vecchia Guardia, respingendola con pesanti perdite. Nello stesso momento, le forze del generale Blücher arrivano a dare supporto agli inglesi. Per la prima volta nella storia, la Vecchia Guardia indietreggia e si arrende. Le forze inglesi e prussiane vincono la battaglia.
Quella sera dopo la battaglia, Wellington osserva le migliaia di vittime sul campo di battaglia. Napoleone, sopravvissuto allo scontro, è esortato a fuggire, sotto richiesta dei suoi marescialli.

## Produzione
Dino De Laurentiis annunciò il film nell'ottobre 1965, dicendo che sarebbe stato girato l'anno successivo. Inizialmente avrebbe dovuto dirigerlo John Huston.
Nel 1970, in occasione dell'uscita del film, la Columbia Pictures pubblicò una guida pittorica di 28 pagine a colori nella quale viene spiegato che il produttore italiano Dino De Laurentiis ebbe difficoltà a trovare finanziatori per la massiccia impresa finché non iniziò i colloqui con i sovietici alla fine degli anni '60 e raggiunse un accordo con Mosfil'm. I costi finali furono di oltre 12 milioni di sterline (GBP) (equivalenti a circa 38,3 milioni di dollari USA nel 1970), rendendo Waterloo uno dei film più costosi mai realizzati, per l'epoca.
Se il film fosse stato girato in Occidente, i costi avrebbero potuto essere fino a tre volte quelli spesi per la pellicola. Mosfil'm ha contribuito con oltre 4 milioni di sterline ai costi e quasi 17.000 soldati dell'esercito sovietico, inclusa una brigata al completo di cavalleria sovietica, e una miriade di ingegneri e lavoratori per preparare il campo di battaglia nei terreni agricoli ondulati fuori Užhorod, nella SSR ucraina.
Per ricreare il campo di battaglia "autenticamente", i sovietici demolirono due colline, posarono 8 chilometri di strade, trapiantarono 5.000 alberi, seminarono campi di segale, orzo e fiori di campo e ricostruirono quattro edifici storici. Per creare il fango, sono state appositamente posate più di 10 chilometri di tubazioni di irrigazione sotterranee. La maggior parte delle scene di battaglia sono state girate utilizzando contemporaneamente cinque telecamere Panavision: da terra, da torri di 100 piedi, da un elicottero e da una ferrovia sopraelevata costruita proprio dall'altra parte del luogo.

## Accoglienza

### Incassi
Il film si rivelò un insuccesso commerciale, non riuscendo a rientrare delle spese di produzione.

### Critica
Il film ha ricevuto delle critiche positive. Sul sito Internet Movie Database ha un punteggio di 7,3 su dieci su un totale di 5.701 voti. Su MyMovies ha una media di 3,9 du 5 su un totale di 13 recensioni. Nel sito Comingsoon ha un punteggio di 4 su 5 su 12 voti, mentre su Rotten Tomatoes, su un totale di 1924 ha un punteggio di 3,9 su 5, pari a un indice di gradimento dell'81%.

## Riconoscimenti
- 1971 - David di Donatello
  - Miglior film a Dino De Laurentiis
- 1971 - Nastro d'argento
  - Candidatura per la migliore fotografia a colori a Armando Nannuzzi
- 1971 - British Academy Film Award
  - Migliore scenografia a Mario Garbuglia
  - Migliori costumi a Maria De Matteis
  - Candidatura per la migliore fotografia a Armando Nannuzzi

## Inesattezze storiche
Il film rappresenta gli eventi dei Cento Giorni piuttosto fedelmente, tra cui alcune allusioni a scene della Battaglia di Ligny ed a quella di Quatre Bras, ma vi sono pure degli errori, probabilmente nati per propositi artistici:
- Nella scena iniziale, quando i marescialli stanno tentando di persuadere Napoleone ad abdicare, il maresciallo Soult è presente tra loro: nel 1814 Soult era al comando delle difese di Tolosa contro l'esercito di Wellington.
- Al ballo della duchessa di Richmond (che si svolse in una sala da ballo ricavata da una rimessa per carrozze più che in una sfarzosa sala di palazzo come è raffigurata nel film[12]), si trova la scena di un romantico amore tra Lord Hay ed una delle figlie della duchessa, ma questa è una finzione filmica.
- L'errore di maggior rilievo rilevabile all'interno del film ad ogni modo avviene proprio sul campo di battaglia. La "Union cavalry" incontrò brevemente le colonne francesi e la "Household cavalry" non fa minimamente la sua apparizione nel film, che del resto non poteva riprodurre ogni singolo evento di una battaglia che coinvolse quasi 200.000 uomini. Ponsonby, comandante della Union Brigade, venne fatto inizialmente prigioniero dalla cavalleria francese per poi rimanere ucciso nel corso di un tentativo di liberazione. Nel film, viene riportato al conte di Uxbridge che il padre di Ponsonby era stato ucciso in battaglia a suo tempo da un gruppo di lancieri, ma in realtà da politico (e quindi non da militare), il padre di Ponsonby morì per cause naturali in Inghilterra,[13].
- Al contrario di quanto si vede nel film dove i prussiani arrivano a colpire al fianco destro dei francesi, il 4º corpo comandato dal generale Bülow attaccò la retroguardia delle linee francesi presso il villaggio di Plancenoit. Napoleone inviò dapprima due divisioni di riserva (al comando del generale Georges Mouton) e poi la Giovane Guardia, il secondo corpo della Guardia Imperiale, per ingaggiare battaglia coi prussiani; questi scontri attorno al villaggio di Plancenoit furono cruciali per la riuscita della battaglia; alle 19:30 un altro corpo prussiano al comando del maresciallo Blücher giunse sul campo di battaglia per collegarsi con l'armata inglese sulla base de La Belle Alliance, segnando così il destino delle forze francesi.
- Il duca di Gordon è raffigurato nel film mentre si pone alla testa dei suoi "Gordon Highlanders" durante la carica e viene descritto dalla duchessa di Richmond come suo zio: nel film appare come un personaggio composito che rappresenta in sé diversi membri della casata dei Gordon. Il duca dell'epoca, fondatore e colonnello del reggimento, era padre della duchessa di Richmond e non prese servizio attivo nelle guerre napoleoniche, suo figlio, il fratello della duchessa, il marchese di Huntly (poi V duca) fu un noto generale, ma non ebbe comandi in questa campagna militare, anche se secondo alcuni storici giunse sul posto dopo la battaglia di Waterloo; il rappresentante della famiglia nella battaglia fu invece il figlio della duchessa, il ventitreenne il conte di March, che poi divenne erede del V duca nel 1836, e che prestò servizio come aiutante di campo del duca di Wellington.
- Lord Hay viene raffigurato come ucciso nel corso di un attacco di cavalleria inglese, ma egli morì in realtà nella battaglia di Quatre Bras, due giorni prima.
- La storia corretta del rifiuto della resa da parte della guardia è stata oggetto di controversia negli anni. Il comandante della guardia imperiale, il generale Pierre Cambronne, viene raffigurato nel film mentre risponde con la sua famosissima espressione "merde", anche se è risaputo che egli stesso l'abbia negata in seguito, preferendo un più elegante "La garde meurt et ne se rend pas !" ("La Guardia muore ma non si arrende!") riportata dal generale Claude-Etienne Michel. Cambronne non morì in battaglia, ma perse semplicemente coscienza e venne catturato dal colonnello Hugh Halkett, comandante della 3rd Hanoverian Brigade. Sposerà in seguito una scozzese e morirà nel 1842.